# 모리와 함께한 화요일 (영화)
《모리와 함께한 화요일》은 미국 작가 미치 앨봄(Mitch Albom)이 쓴 비소설을 기반으로 만들어진 영화이다.

## 출연

### 주연
- 잭 레먼
- 행크 아자리아

### 조연
- 웬디 모니즈
- 캐롤린 애런
- 보니 바틀렛
- 아론 러스티그
- 브루스 노직
- 아이보 커차리다
- 존 캐럴 린치
- 댄 디엘
- 카일 설리번
- 크리스찬 J. 메올리
- 조 화이트

## 기타
- 원작자: 밋츠 엘본
- 제작책임: 제니퍼 오그덴
- 협력프로듀서: 수잔 헤이어
- 미술: J. 마이클 리버
- 의상: 트레이시 타이넌
- 배역: 민디 마튼

## 수상 이력
- 제52회 미국 감독 조합상 - 감독상(TV영화부문) (믹 잭슨)
- 제6회 미국 배우 조합상 - TV영화/미니시리즈부문 연기상(남자) (젝 레먼)